# Organic and Biomolecular Chemistry
Organic and Biomolecular Chemistry, скорочено Org. Biomol. Chem.  —  щотижневий науковий журнал Королівського хімічного товариства.
Перше видання вийшло в 2003 році. Опубліковані статті охоплюють галузі органічного синтезу, фізико-органічної хімії, супрамолекулярної хімії та хімічної біології .
Імпакт-фактор 3,412 (на 2019 рік).  У статистиці Science Citation Index за 2014 рік журнал посів 11 місце з 57 журналів у категорії органічна хімія.
Головним редактором журналу є Ентоні Девіс з Брістольського університету.
Анотації всіх статей доступні в Інтернеті безкоштовно, а повнотекстові PDF-файли платні. Зміст Organic and Biomolecular Chemistry  включено до орієнтованої на медицину бази даних MEDLINE.

## Історія видання
Журналом-попередником був Journal of the Chemical Society, який у 1965 році було розділено на чотири окремі назви. Назва журналу кілька разів змінювалася, журнал розділявся та возз’єднувався:
- Journal of the Chemical Society C: Organic (1966–1971)
- Journal of the Chemical Society, Perkin Transactions 1 (1972–2002)
- Journal of the Chemical Society, Perkin Transactions 2 (1972–2002)
- Organic and Biomolecular Chemistry (seit 2003)